# Concaaf probleemspinnetje
Het Concaaf probleemspinnetje (Meioneta affinis) is een spinnensoort in de taxonomische indeling van de hangmatspinnen (Linyphiidae).
Het dier behoort tot het geslacht Meioneta. De wetenschappelijke naam van de soort werd voor het eerst geldig gepubliceerd in 1898 door Wladislaus Kulczynski.